# 22397 Minobe
22397 Minobe este o planetă minoră (asteroid), cu un diametru de 5,746 km, din centura de asteroizi. A fost descoperită pe 4 noiembrie 1994 la Kitami Observatory⁠(d) de Kin Endate. 
Obiectul prezintă o orbită caracterizată de o semiaxă mare de 2,7741544 UAi, o excentricitate de 0,18, o înclinație de 10,05312 ° în raport cu ecliptica.